# Березайское сельское поселение
Березайское се́льское поселе́ние — упразднённое муниципальное образование в Бологовском районе Тверской области Российской Федерации, существовавшее в 2005 — 2023 годах.
Центр поселения — посёлок Березайка.
Березайское сельское поселение образовано в 2005 году, включило в себя территорию Березайского сельского округа и территорию посёлка Березайка.
Законом Тверской области от 26 мая 2023 года № 24-ЗО муниципальное образование было упразднено с включением всех населённых пунктов в состав Бологовского муниципального округа.

## Географические данные
- Общая площадь: 268 км².
- Нахождение: центральная часть Бологовского района.
  - Граничит:
    - на севере — с Рютинским СП,
    - на востоке — с Кемецким СП,
    - на юго-востоке — с Бологовским городским поселением,
    - на юге — с Гузятинским СП,
    - на юго-западе — с Выползовским СП,
    - на северо-западе — с Валдайским СП.

Главная река — Березайка, много озёр.

Поселение пересекает Октябрьская железная дорога (главный ход Москва — Санкт-Петербург).

## Население
| 2010  | 2011  | 2012  | 2013  | 2014  | 2015  | 2016  |
| ----- | ----- | ----- | ----- | ----- | ----- | ----- |
| 2941  | ↘2914 | ↘2852 | ↘2824 | →2824 | ↘2756 | ↘2725 |
| 2017  | 2018  | 2019  | 2020  | 2021  |       |       |
| →2725 | ↘2675 | ↘2607 | ↗2611 | ↘2591 |       |       |

На 1.01.2008 — 3491 человек, по переписи 2010 года — 2941 человек.

## Населенные пункты
На территории поселения находятся 12 населенных пунктов:
| №  | Населённый пункт   | Тип населённого пункта  | Население |
| -- | ------------------ | ----------------------- | --------- |
| 1  | Анисимово          | деревня                 | 106       |
| 2  | Балакирево         | деревня                 | 18        |
| 3  | Березайка          | посёлок                 | ↘2207     |
| 4  | Большая Горнешница | деревня                 | 1         |
| 5  | Волково            | деревня                 | 17        |
| 6  | Гузятино           | деревня                 | ↘19       |
| 7  | Денисова Горка     | деревня                 | 44        |
| 8  | Дубровка           | деревня                 | 319       |
| 9  | Озеревичи          | деревня                 | 86        |
| 10 | Поплавенец         | железнодорожная станция | 1         |
| 11 | Солнечный          | посёлок                 | 0         |
| 12 | Угрево             | деревня                 | 120       |

### Бывшие населенные пункты
В 1998 году исключена из учетных данных деревня Малая Горнешница.

## Известные люди
На станции Березайка родился Герой Советского Союза Алексей Иванович Афанасьев.

 В деревне Балакирево родился Герой Советского Союза Василий Михайлович Никитин.

 В деревне Денисова Горка родился Герой Советского Союза Алексей Васильевич Александров.